# Belcea
Belcea – wieś w Rumunii, w okręgu Botoszany, w gminie Leorda. W 2011 roku liczyła 21 mieszkańców.